# Chiesa di San Martino (Campagnano)
La chiesa di San Martino è un edificio religioso sito a Campagnano, di cui era parrocchiale, nel comune di Maccagno con Pino e Veddasca, in provincia di Varese ed arcidiocesi di Milano.

## Storia
La prima menzione scritta della chiesa risale al 1233, quando le celebrazioni erano già officiate da un cappellano residente nominato dai canonici del capitolo di San Vittore di Cannobio, dalla cui pieve dipendeva il territorio dell'alto Verbano lombardo. La giurisdizione di questa chiesa comprendeva l'intera Val Veddasca, da Maccagno Superiore, sulla riva del Lago Maggiore, ai paesi più in quota. Dell'edificio medievale oggi non rimane quasi nulla, ad eccezione della torre campanaria distaccata dal corpo della chiesa.
Nel 1439 fu edificata accanto alla chiesa la prima casa parrocchiale (oggi ben diversa rispetto all'edificio originale) a servizio del cappellano che nel 1455 era nominato dai residenti e non più dai canonici di San Vittore. La sempre maggiore indipendenza della chiesa già prima di diventare parrocchiale, spinse all'esecuzione di interventi di ristrutturazione e abbellimento dell'edificio, tra i quali, all'inizio del XVI secolo, la realizzazione di cicli di affreschi ad opera di una bottega itinerante (forse di Antonio da Tradate). Di questi affreschi rimane oggi testimonianza in alcuni frammenti recuperati nel sottotetto dell'attuale fabbricato. La chiesa fu solennemente consacrata il 22 aprile 1520 da monsignor Francesco Landino.
La chiesa raggiunse lo status formale di parrocchia forse nel 1529, ma sicuramente entro il 1559 e questo portò all'avvio di un importante cantiere di ricostruzione secondo un progetto risalente al 1555. A contribuire economicamente a questi interventi furono gli emigrati dalla valle, come d'uso all'epoca; tra questi vie era Giovanni Guglielmo da Garabiolo, morto di peste a Perugia, che lasciò parte dei suoi beni in lascito alla chiesa di San Martino. Il progetto della nuova chiesa prevedeva un edificio a tre navate con transetto e, probabilmente, una cupola all'incrocio dei bracci. Un'opera di tale importanza richiedeva ingenti somme di denaro, tanto che alcune comunità dove sorgevano chiese subalterne preferirono la via dell'autonomia parrocchiale, sobbarcandosi il costo del mantenimento di un curato piuttosto che contribuire economicamente alla costruzione di una chiesa lontana e scomoda (tra queste comunità vi furono quelle di Armio e Maccagno Superiore). Al contrario, i residenti dei paesi più vicini a Campagnano restarono legati alla chiesa di San Martino, delineando la configurazione parrocchiale attuale. Durante le visite pastorali alla fine del XVI secolo, la chiesa presentava ancora due navate sulle tre previste dal progetto. Nel 1644 un delegato della diocesi spingeva per il completamento dei lavori, che si conclusero, ad eccezione della facciata, nel 1683.
Nel 1748 il cardinale Giuseppe Pozzobonelli, dopo una visita pastorale, descriveva la chiesa come finalmente conclusa, completa anche di alcuni arredi interni tra cui il pulpito, rivestito in marmi policromi, con una singolare caratteristica: aveva alcuni elementi del piedistallo, evidentemente acquistati altrove, montanti al contrario. L'altare maggiore era in legno ed era presente anche l'altare della Madonna del Rosario nel transetto destro, ancora oggi presente.
La facciata, che rimase in sospeso fino al 1824, fu ultimata nel 1825 grazie all'interessamento del parroco Giuseppe Del Frate. Il prospetto della facciata, nonostante i diversi tempi di esecuzione, risultava del tutto congruente al progetto originario ad eccezione della finestra serliana, non presente nel piano del 1555, che si ripete anche sulle testate dei transetti ed è indizio di un unico cantiere seicentesco.
Il pavimento a mosaico veneziano fu posato nel 1833 ad opera di Gasparino Gatti di Campagnano. Nel 1836 fu commissionato un organo alla ditta di Giovanni Franzetti e Defendente Arioli di Gemonio, il quale fu installato in controfacciata sulla cantoria edificata nel 1827 su disegno di Giuseppe Sovera. L'opera era costata 370 lire milanesi. In occasione della posa dello strumento la cantoria fu decorata gratuitamente da Frisia Magno, Giovanni Sovera, Michele Gatti e Antonio De Bernardi con motivi a trionfi di strumenti musicali.
Nel 1857 il parroco Giovanni Formentini commissionò al geometra Angelo Marchelli di Graglio il disegno di un altare in marmo che andasse a sostituire quello precedente in legno: l'opera fu conclusa nell'agosto del 1860, quando fu revisionato anche l'altare presente nel transetto sinistro, che cambiò la dedicazione da quella allo Spirito Santo, attestata nel 1748, a San Martino vescovo. Il 30 marzo 1864 furono inaugurati gli affreschi raffiguranti i quattro evangelisti sui pennacchi della cupola, opera del pittore milanese Giovanni Valtorta, che firmò l'opera sul cartiglio di uno dei santi con dedica a Dio e alla Patria.
Nel 2007 il comune di Maccagno con Pino e Veddasca promosse un accurato progetto di restauro conservativo della grande meridiana esterna dipinta nel 1783, che fu eseguito dalla ditta Solaria Opere. Nel 2013 fu ultimato anche il restauro dell'organo grazie al contributo del comune e alle donazioni degli abitanti del borgo.

## Architettura e apparato decorativo
La chiesa sorge a poca distanza dall'abitato di Campagnano, in posizione isolata per via della presenza dell'area cimiteriale, ma facilmente raggiungibile dai diversi paesi un tempo riuniti nella cura del tempio.
La facciata, di evidente ispirazione cinquecentesca ma ultimata nel 1825, presenta un prospetto che richiama lo schema tripartito interno, con una campata centrale alta e preminente chiusa da un timpano ad ali spezzate sorretto da un fregio decorato con triglifi e due enormi lesene. Le due ali laterali sono collegate al corpo centrale grazie a volute e tutta la facciata è caratterizzata da elementi in pietra (cornici e attici di aperture, cornici marcapiano, capitelli delle lesene) e campiture a intonaco.
All'interno l'impianto è a tre navate separate tra loro da due file di tre colonne in granito con capitello dorico e coperte con volte a vela (sulla navata centrale), a crociera (sulle navate laterali) e a botte (sul transetto). L'impianto monumentale culmina nella cupola non estradossata e terminante con un lanternino. Il transetto è a navata unica e il presbiterio, allungato e a terminazione rettilinea, richiama l'andamento del transetto, il quale presenta due cappelle ai lati dell'altare maggiore. All'incrocio dei bracci del transetto la cupola a otto spicchi e sorretta da quattro pennacchi su cui sono raffigurati i quattro evangelisti.

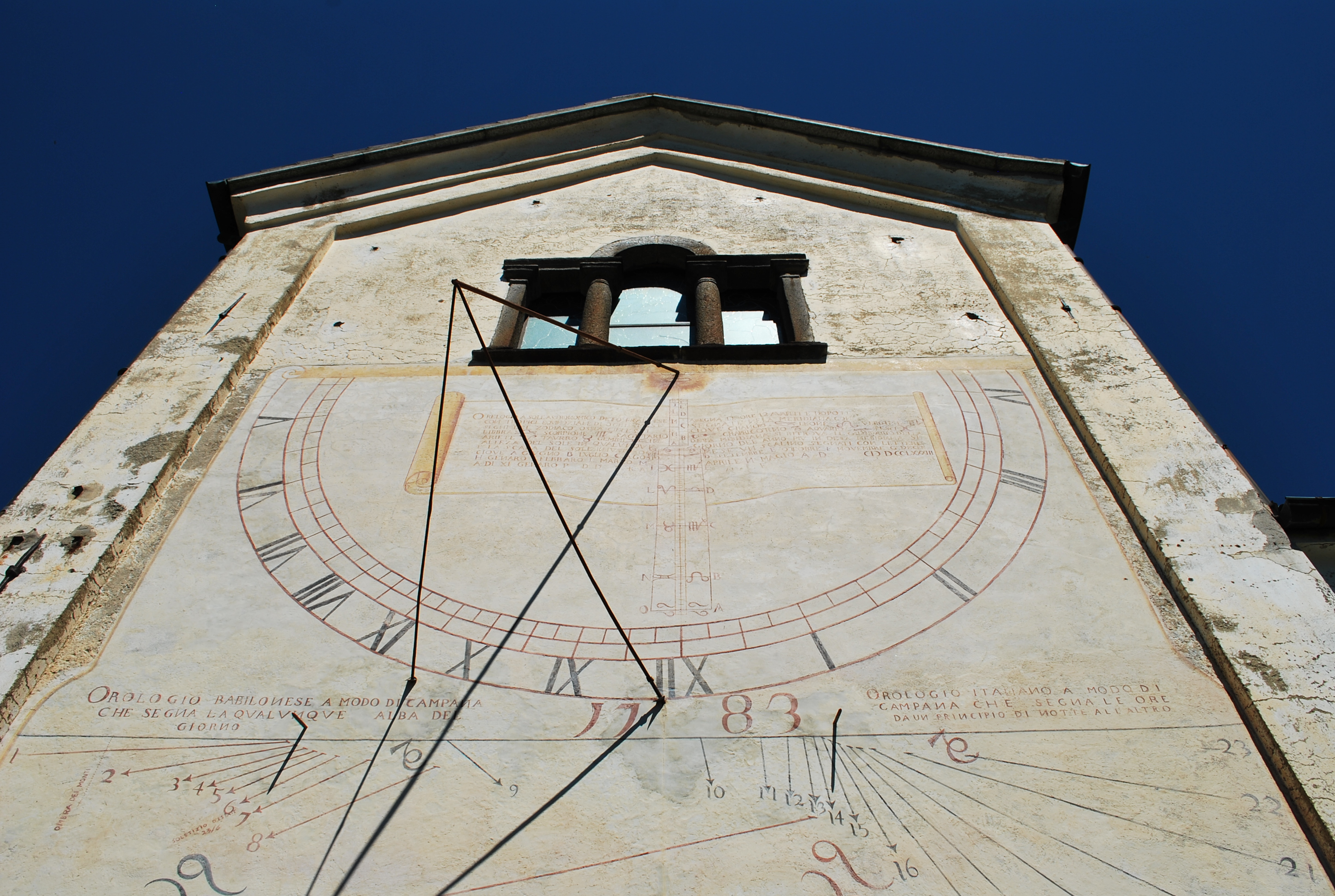
La meridiana.

La copertura è a doppia falda sulla navata centrale, il transetto e i l presbiterio, mentre sulle navate laterali è a falda unica. La cupola è chiusa da un tetto a padiglione e il manto di copertura è in tegole di cemento sopra le navate, il transetto e il presbiterio, rette da un ordito ligneo principale e secondario.
La cappella dedicata alla Madonna del Rosario, nel transetto destro, è ornata con stucchi che contornano i dipinti dedicati allo svolgimento del tema sacro. Di particolare interesse è la meridiana dipinta nel 1783, uno dei più grandi quadranti solari d'Italia.
Sulla facciata è presente una targa in marmo che ricorda la storia della chiesa (Divi Martini Ecclesia / Blenii-Lotii-Armii / Gralii et Caderi / Mater) e la conclusione definitiva della facciata (Frons huius Templi anno / 1825 constructa fuit). in controfacciata si trovano invece due lapidi che documentano una fase di lavori di non chiara entità: nella prima, posata il 4 ottobre 1931 da Arturo e Teodolinda Zaaccheo, si ricordano gli sforzi di Ferdinando Zaccheo e della moglie Anastasia, che offrirono oltre 12 000 lire per i restauri dell'edificio. La seconda ricorda le persone che lavorarono alle decorazioni della chiesa e alcuni benefattori.

### Torre campanaria

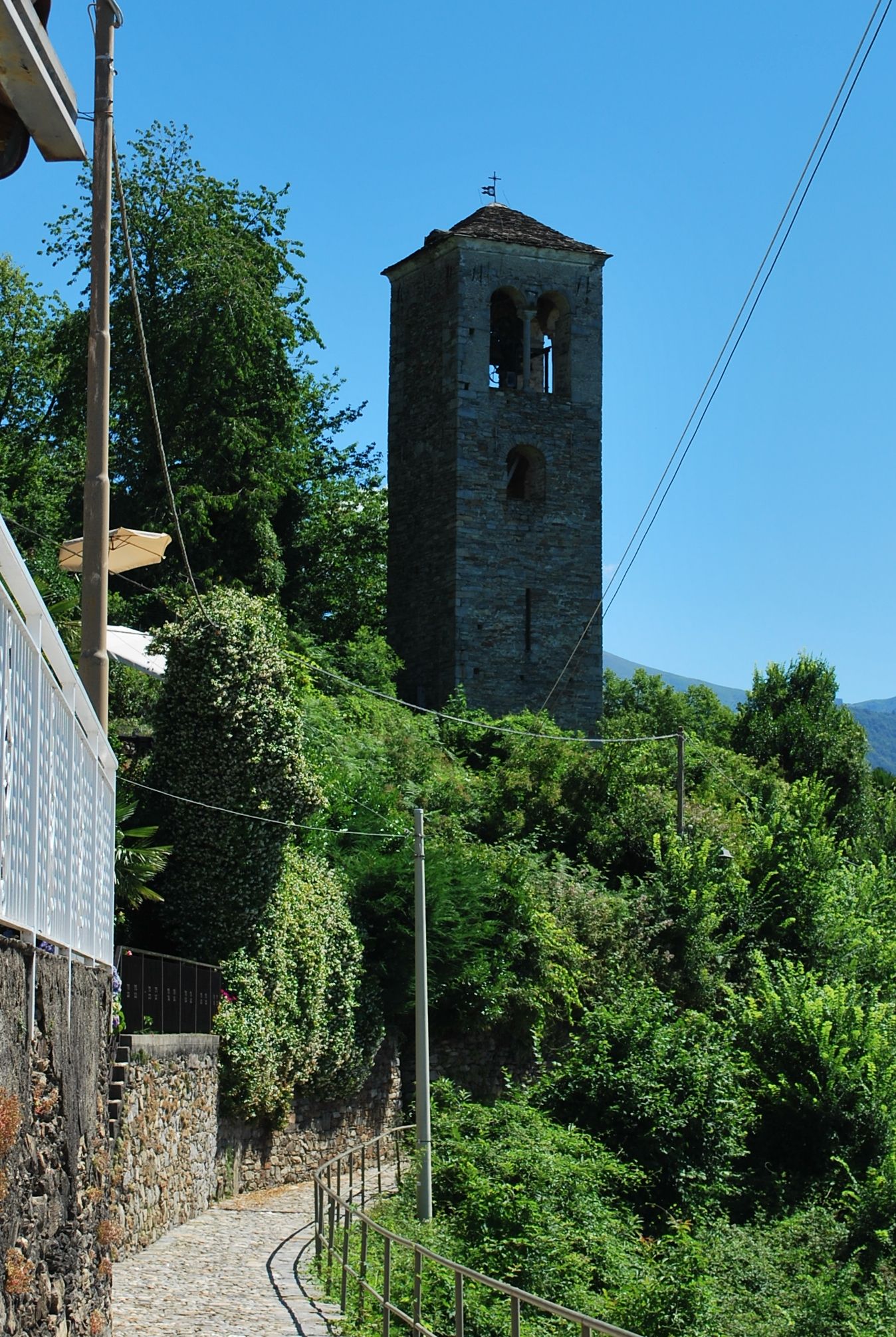
Il campanile della chiesa.

Il campanile sorge staccato rispetto al blocco della chiesa: vista la sua posizione in luogo rialzato nasceva con probabilmente come torre militare; secondo il cardinale Alfredo Ildefonso Schuster in visita nel 1942, invece, la sua posizione solitaria e rialzata aveva lo scopo di diffondere il suono delle campane in tutte le frazioni della parrocchia, che anticamente abbracciava l'intera Val Veddasca.
La torre attuale presenta solo alcune tracce di una possibile costruzione medievale, anche per via del radicale rinnovamento che subì nel 1772 quando, il 18 marzo, furono installate le campane fuse da una ditta di Bizzozero. Le tre campane vengono identificate con tre nomi femminili: Maria Cristina la più grande, Eurosia Giuseppina quella di medie dimensioni e Maria Maddalena la più piccola.